# Benešov nad Ploučnicí
Benešov nad Ploučnicí é uma cidade checa localizada na região de Ústí nad Labem, distrito de Děčín.